# Symphony of Destruction
Symphony of Destruction è un singolo del gruppo musicale statunitense Megadeth pubblicato nel giugno 1992 dall'etichetta discografica Capitol Records e tratto dall'album Countdown to Extinction.
Composta dal cantante e chitarrista Dave Mustaine, la canzone è una delle bandiere più celebri del gruppo.

## Sinossi
Il testo di Symphony of Destruction si basa su una forte critica mossa nei confronti dei leader politici e delle dittature, accusati in particolare di condurre le persone verso la propria distruzione (da cui il titolo) in un paragone con la famosa leggenda del Pifferaio di Hamelin, che secondo il folklore aveva la capacità di costringere i ratti a seguire la sua musica.
Il videoclip è stato mandato in onda più volte dall'emittente televisiva MTV, ma in seguito è stato parzialmente censurato perché nel finale era presente una scena in cui un politico veniva assassinato.
Nelle esecuzioni del brano dal vivo il pubblico di solito ripete la frase "Megadeth, Megadeth, Aguante Megadeth!" durante il riff: questo coro, intonato per la prima volta in Argentina, ma diffusosi rapidamente nel resto del mondo, può essere liberamente tradotto come "Megadeth, Megadeth, forza Megadeth!" in quanto il termine Aguante è un'espressione gergale che significa letteralmente "tieni duro" ed è generalmente usata in eventi sportivi per dare supporto alla propria squadra. Mustaine stesso rimase molto impressionato dal coro e lo cita come il principale motivo per cui l'Argentina è diventata uno dei suoi paesi preferiti in cui suonare, come afferma nel DVD girato in Argentina That One Night: Live in Buenos Aires, e anche perché quello argentino "è il solo pubblico che canta le parti di chitarra".

## Nella cultura di massa
La canzone fa inoltre parte della colonna sonora dei videogiochi WWE SmackDown! vs. RAW 2006 (in questo caso in una versione remixata da Steve Tushar) e Guitar Hero.